# Международные соревнования "Russian Open — Орёл 2024" по стрельбе из лука в помещении
Международные соревнования "Russian Open — Орел 2024" по стрельбе из лука в помещении проходили с 24 по 28 января 2024 года в городе Орле. На соревнованиях было разыграно 6 комплектов наград — 4 в дивизионе "Классический лук" и 2 в дивизионе "Блочный лук".

## Участники
В международных соревнованиях приняли участие 538 спортсменов из 11 стран.
- Армения (3)
- Азербайджан (3)
- Беларусь (19)
- Китай (2)
- Казахстан (7)
- Кыргызстан (3)
- Мексика (1)
- Россия (491)
- Таджикистан (3)
- Туркменистан (3)
- Узбекистан (3)

## Медальный зачет
| Общее количество медалей                                                                                             | Общее количество медалей | Общее количество медалей | Общее количество медалей | Общее количество медалей | Общее количество медалей |
| --- | ------------------------ | ------------------------ | ------------------------ | ------------------------ | ------------------------ |
| Место | Регион                   | Золото                   | Серебро                  | Бронза                   | Всего                    |
| 1 | Россия                   | 5                        | 4                        | 3                        | 12                       |
| 2 | Беларусь                 | 1                        | 2                        | 1                        | 4                        |
| 3 | Азербайджан              | 0                        | 0                        | 1                        | 1                        |
| 3 | Казахстан                | 0                        | 0                        | 1                        | 1                        |
| Жирным шрифтом выделено наибольшее количество медалей в своей категории. Цветом перванш выделена принимающая страна. |                          |                          |                          |                          |                          |

## Медалисты

### Классический лук
| Дисциплина                    | Золото                                                         | Серебро                                                               | Бронза                                                                   |
| Мужчины. Личное первенство    | Намсараев Сандан · Россия                                      | Терета Антон · Беларусь                                               | Смольский Евгений · Беларусь                                             |
| Женщины. Личное первенство    | Очирова Эржэна · Россия                                        | Степанова Инна · Россия                                               | Дугарова Туяна · Россия                                                  |
| Мужчины. Командное первенство | Беларусь · Никитёнок Роман · Смольский Евгений · Терета Антон  | Россия · Малафеев Максим · Цыдыпов Эрдэм · Цынгуев Бэлигто            | Казахстан · Мухтияров Вячеслав · Туреханов Олжас · Цай Кирилл            |
| Женщины. Командное первенство | Россия · Гильманова Мария · Гомбоева Светлана · Очирова Эржэна | Беларусь · Марусова Анна · Никифоренко Анастасия · Стрелец Александра | Азербайджан · Гусейнлин Фатима · Рамазанова Яйлагюль · Симонова Светлана |

### Блочный лук
| Дисциплина                 | Золото                      | Серебро                    | Бронза                 |
| Мужчины. Личное первенство | Фазанов Владимир · Россия   | Имшухаметов Тимур · Россия | Булаев Антон · Россия  |
| Женщины. Личное первенство | Махненко Елизавета · Россия | Снеткова Ника · Россия     | Ошорова Диана · Россия |